# 후안 안토니오 펠리페
후안 "후아니토" 안토니오 펠리페 가예고(스페인어: Juan "Juanito" Antonio Felipe Gallego, 1961년 8월 24일, 마드리드 주 마드리드 ~)는 스페인의 전직 프로 축구 선수로, 현역 시절 수비수로 활약했다. 그는 1980년 하계 올림픽 당시 스페인 선수단 일원으로 대회에 참가했다.